# Hans Schelble

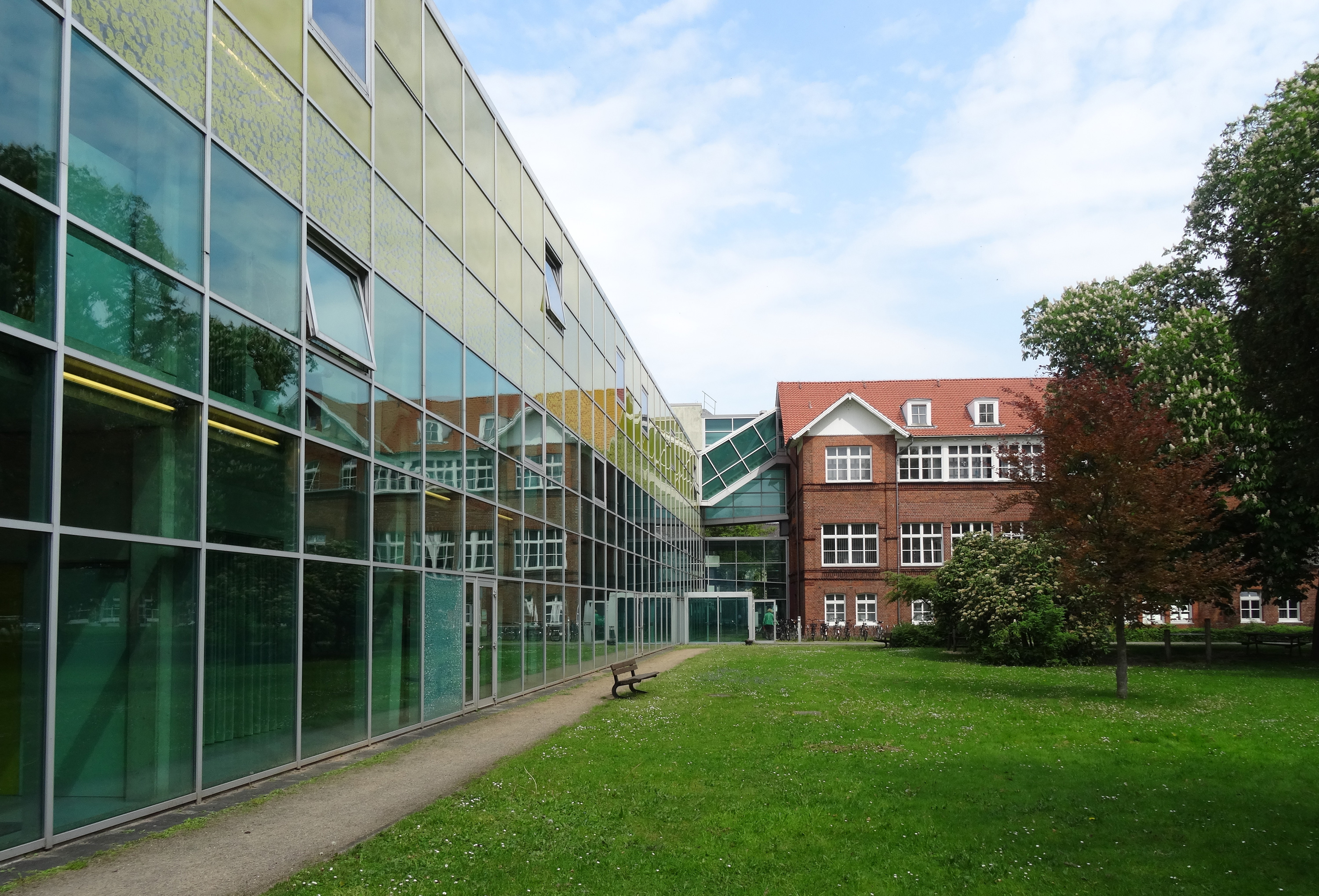
Ehemalige Kinderklinik Hornerstr., heute Ansgarhaus

Hans Schelble (* 31. Juli 1877 Weinheim; † 10. Oktober 1927 in Bremen) war ein deutscher Pädiater und Kinderklinikdirektor in Bremen.

## Leben
Schelble studierte von 1897 bis 1902 in Freiburg im Breisgau, Heidelberg und Bonn Medizin. Während seines Studiums wurde er 1897 Mitglied der Freiburger Burschenschaft Teutonia. Er promovierte 1902 in Freiburg zum Dr. med. Zuerst Assistent an der chirurgischen Abteilung des Diakonissenhaus Freiburg, dann an der Frauenklinik Dresden und wiederum in Freiburg an der Poliklinik wurde er 1905 Assistent an der Kinderklinik Freiburg. Am 28. Februar 1910 habilitierte er sich bei Bruno Salge für Kinderheilkunde und wurde am 12. Februar 1918 a. o. Professor. Von seinen Lehrverpflichtungen dort wurde er von 1911 bis 1928 beurlaubt, weil er 1911 als leitender Arzt nach Bremen an das 1846 in der Mühlenstraße (heute Paulskloster) eröffnete Vereinskinderkrankenhaus berufen wurde. Dieses war 1860 in einen Neubau im Fehrfelde, dem heutigen Ansgar Haus an der Horner Straße gezogen. 1923 wurde es in die Städtischen Krankenanstalten eingegliedert und zog mehrfach um. Den Neubau der Kinderklinik, der sich von 1929 bis 1937 hinzog, erlebte Schelble nicht mehr, er starb jung schon 1927 an Typhus.

## Schaffen
Wissenschaftlich tätig war Schelble auf dem Gebiet der Säuglingsfürsorge, der Ernährungsstörungen und der Tuberkulose im Kindesalter.
Publikationen
- Bakteriologische und pathologisch-anatomische Studien bei Ernährungsstörungen der Säuglinge: besonders der chronischen unter dem Bilde der Paedatrophie verlaufenden Formen Thieme, Leipzig 1910.
- Säuglingsfürsorge in Freiburg i. B. In: Zeitschrift für Säuglingsfürsorge. 2, 1908, S. 344–353.
- Zur Anämie im frühen Kindesalter. In: Jahrbuch für Kinderheilkunde. 68, 1908, S. 410–426.
- Die Tuberkulose im Kindesalter. In: Deutsche med. Wochenschr. 39, 1913, S. 1083.
- Einiges über künstliche Ernährung von Neugeborenen im Spital und im Privathaus. In: Monatsschr. f. Kinderheilk. 8, 1909, 611.